# Estivales de Carpentras
Les Estivales de Carpentras est un festival de théâtre, créé en 1993, par Jean-Pierre Darras. La dernière édition a eu lieu en 2009.

## Histoire
Les Estivales de Carpentras sont créés par Jean-Pierre Darras, en 1993, à la suite du Festival de Carpentras, datant de 1968, puis du Festival International Offenbach,. Au décès de Jean-Pierre Darras, la présidence de l'association organisatrice est repris par Jean-Luc Becker, en collaboration avec Corinne Darras, à la direction artistique. L'équipe organisatrice avait préparé l'édition 2010, prévue du 16 au 31 juillet 2010, mais elle a été annulée, à la suite de la suppression des aides municipales de la ville de Carpentras,,.
L'édition 2002 rassemble en deux semaines plus de 10 000 spectateurs au total.

## Artistes s'étant produits lors du festival
Dès la première édition, les organisateurs ont imposé une volonté de diversité culturelle, avec plusieurs disciplines artistiques, comme le théâtre, la danse, la musique ou l'humour. On peut noter, au fil des années, la présence d'artiste comme, :
- Arthur
- Victoria Abril
- Christophe Alévêque
- Rudra Bejart Ballet
- Gilbert Bécaud
- Richard Bohringer
- Michel Bouquet
- Jean-Claude Brialy
- Dee Dee Bridgewater
- Dany Brillant
- Philippe Caubère
- Robert Charlebois
- Patrick Chesnais
- Chico and the Gypsies
- Danielle Darrieux
- Raymond Devos
- Arielle Dombasle
- Anny Duperey
- Patrick Fiori
- Liane Foly
- Maxime Le Forestier
- Bernard Fresson
- Roland Giraud
- Ivry Gitlis
- Juliette Gréco
- Alexis Jacques André Grüss
- Francis Huster
- Zizi Jeanmaire
- Marc Jolivet
- Michel Jonasz
- Bernard Lavilliers
- Marc Lavoine
- Enrico Macias
- Christophe Maé
- Judith Magre
- Maurane
- Julia Migenes
- Claude Nougaro
- Francis Perrin
- Paul Personne
- Jean Piat
- Marie-Claude Pietragalla
- Le Quatuor
- Muriel Robin
- Anne Roumanoff
- Henri Salvador
- Barbara Schulz
- Élie Semoun
- Shirley et Dino
- Les Tambours du Bronx
- Titoff
- Philippe Torreton
- Jean-Louis Trintignant
- Jacques Weber
- Georges Wilson
- Lambert Wilson